# Amor y orgullo
Amor y orgullo é uma telenovela mexicana, produzida pela Televisa e exibida em 1966 pelo Telesistema Mexicano.

## Elenco
- Ignacio López Tarso
- María Elena Marqués
- Patricia Morán
- Anita Blanch